# Toughkenamon, Pennsylvania
Toughkenamon, Pennsylvania (енгл. Toughkenamon) насељено је место без административног статуса у америчкој савезној држави Пенсилванија.

## Демографија
По попису из 2010. године број становника је 1.492, што је 117 (8,5%) становника више него 2000. године.
| Група             | 2000.       | 2010.       |
| Белци             | 658 (47,9%) | 578 (38,7%) |
| Афроамериканци    | 34 (2,5%)   | 43 (2,9%)   |
| Азијати           | 12 (0,9%)   | 2 (0,1%)    |
| Хиспаноамериканци | 665 (48,4%) | 865 (58,0%) |
| Укупно            | 1.375       | 1.492       |